# Équipe d'Algérie de football en 1975
L'équipe d'Algérie de football participe lors de cette année aux Jeux méditerranéens 1975 organisés en Algérie. L'équipe d'Algérie est entraînée par Dumitru Macri jusqu'au mois de juin de cette même année, ensuite elle a été reprise par L'Algérien Rachid Makhloufi. C'est sous la houlette de ce dernier que l'équipe d'Algérie de football a remporté la médaille d'or lors de ces jeux. .

## Les matchs
| Date             | Stade, Ville, Pays                                     | Adversaire | Score | Comp | Buteurs algériens                                                                |
| 2 janvier 1975   | stade du 5-Juillet-1962 Alger, Algérie                 | Albanie    | 4 - 2 | A    | Ali-Messaoud Reda 12e ,Salhi Layachi 29e 63e ,Kheddis Mohamed 48e                |
| 1er février 1975 | Stade olympique d'El Menzah Tunis, Tunisie             | Tunisie    | 2 - 0 | A    |                                                                                  |
| 23 mars 1975     | Stade olympique d'El Menzah Tunis, Tunisie             | Tunisie    | 1 - 1 | QCAN | Gamouh 53e                                                                       |
| 6 avril 1975     | Stade du 19 juin 1965 Oran, Algérie                    | Tunisie    | 1 - 2 | QCAN | Ighili 59e                                                                       |
| 11 mai 1975      | stade du 5-Juillet-1962 Alger, Algérie                 | Tunisie    | 1 - 1 | A    | Madani 83e                                                                       |
| 19 mai 1975      | Örjans Vall Halmstad, Suède                            | Suède      | 4 - 0 | A    |                                                                                  |
| 26 mai 1975      | stade du 5-Juillet-1962 Alger, Algérie                 | Libye      | 6 - 0 | A    |                                                                                  |
| 28 mai 1975      | stade du 5-Juillet-1962 Alger, Algérie                 | Mauritanie | 8 - 0 | A    |                                                                                  |
| 1er juin 1975    | Stade olympique d'El Menzah Tunis, Tunisie             | Tunisie    | 2 - 1 | A    | Belkedrouci 80e                                                                  |
| 3 juin 1975      | stade du 5-Juillet-1962 Alger, Algérie                 | Maroc      | 1 - 0 | A    |                                                                                  |
| 24 août 1975     | stade du 5-Juillet-1962 Alger, Algérie                 | France     | 2 - 0 | JM   | Draoui 5e, Ighili 42e                                                            |
| 26 août 1975     | stade du 5-Juillet-1962 Alger, Algérie                 | Grèce      | 5 - 0 | JM   | Draoui 18e 55e, Abdelaziz Safsafi 14e, Omar Betrouni 89e (but contre son camp ?) |
| 29 août 1975     | stade du 5-Juillet-1962 Alger, Algérie                 | Égypte     | 1 - 0 | JM   | Draoui 85e                                                                       |
| 31 août 1975     | stade du 5-Juillet-1962 Alger, Algérie                 | Libye      | 2 - 0 | JM   | Keddou 5                                                                         |
| 4 septembre 1975 | stade du 5-Juillet-1962 Alger, Algérie                 | Tunisie    | 2 - 1 | JM   | Naïm 62e Draoui 96e                                                              |
| 6 septembre 1975 | stade du 5-Juillet-1962 Alger, Algérie                 | France     | 3 - 2 | JM   | Kaoua Mokhtar 71e, Omar Betrouni , Rabah Menguelti                               |
| 28 décembre1975  | Stade du Prince Faisal bin Fahd Riyad, Arabie saoudite | Autriche   | 2 - 0 | A    |                                                                                  |
| 31 décembre1975  | Stade du Prince Faisal bin Fahd Riyad, Arabie saoudite | Turquie    | 1 - 0 | A    |                                                                                  |

Légende: A : Match amical / JM : Jeux méditerranéens 1975 / QCAN : Qualifications à la Coupe d'Afrique des nations de football 1976

### Bilan
| Rang | Équipe  | Pts | J  | G | N | P | Bp | Bc | Diff |
| ---- | ------- | --- | -- | - | - | - | -- | -- | ---- |
| #    | Algérie | 28  | 12 | 7 | 2 | 3 | 25 | 12 | +13  |